# Liu Yi (Tischtennisspieler)
Liu Yi (chinesisch 劉怡 / 刘怡, Pinyin Liú Yí; * 8. November 1992) ist ein chinesischer Tischtennisspieler.

## Werdegang
Liu begann im Grundschulalter mit dem Tischtennissport. 2011 war er erstmals auf internationaler Bühne zu sehen. Dort nahm er an den Korea- und Japan Open teil. Im Jahr 2013 vertrat er sein Land bei der Universiade, wo er nach einem Sieg über Shang Kun Gold im Einzel gewann.
Auch mit der Mannschaft holte er Gold. Wegen starker chinesischer Konkurrenz war es ihm nicht möglich, häufiger international in Erscheinung zu treten. 2015 spielte er noch bei der Universiade mit, sicherte sich dort zwei Medaillen und trat danach international nicht mehr in Erscheinung.

## Turnierergebnisse
| Verband | Veranstaltung | Jahr | Ort       | Land | Einzel        | Doppel    | Mixed | Team | U-21          |
| ------- | ------------- | ---- | --------- | ---- | ------------- | --------- | ----- | ---- | ------------- |
| CHN     | Universiade   | 2015 | Gwangju   | KOR  | Halbfinale    |           |       | 1    |               |
| CHN     | Universiade   | 2013 | Kasan     | RUS  | Gold          |           |       | 1    |               |
| CHN     | World Tour    | 2013 | Stockholm | SWE  | letzte 32     |           |       |      |               |
| CHN     | Pro Tour      | 2011 | Kōbe      | JPN  | Viertelfinale | letzte 16 |       |      | Viertelfinale |
| CHN     | Pro Tour      | 2011 | Incheon   | KOR  | letzte 16     | letzte 16 |       |      | letzte 16     |